# インポッシブル・ピクチャーズ
インポッシブル・ピクチャーズ（英: Impossible Pictures）は、ジャスパー・ジェームズと『ウォーキングwithダイナソー〜驚異の恐竜王国』の原案かつ監督ティム・ヘインズが起業した、ロンドンに拠点を置くテレビ番組制作株式会社。CGを利用した映像作品が知られており、『ウォーキングwithダイナソー〜驚異の恐竜王国』や『ウォーキングwithビースト』といったドキュメンタリー、『プライミーバル』や『ジュラシック・ニューワールド』といったドラマまで数多く手掛ける。また、グリニッジのテムズ川で構成されたグリニッジ半島に Dinosaurs In The Wild というアミューズメント施設を設置しており、3DCGやアニマトロニクスなどにより恐竜を体験できるライブイベントを提供している。
作品はBBCやITV、Sky UK、Watchなどで放送されるほか、イギリス国外でもリリースされている。日本では一部の作品がBS朝日の『BBC地球伝説』やNHK教育の『地球ドラマチック』内で特集され、『プライミーバル』はNHK総合で独立した番組として放送された。

## 作品

### BBCとの合作
- 『ウォーキングwithダイナソー〜驚異の恐竜王国』（1999年）
- 『伝説の恐竜ビッグ・アル（英語版）』（2001年）
- 『ウォーキングwithビースト』（2001年）

### 独立した企業としての作品
- 『タイムスリップ!恐竜時代』[7][8]（2002年）
- 『続 タイムスリップ! 恐竜時代 古代の海へ』[9]（2003年）
- 『The Legend of the Tamworth Two』[10]（2003年）
- 『Space Odyssey: Voyage to the Planets』[11]（2004年）
- 『ハリウッドのT-REX』[12][13]（2005年）
- 『ウォーキングwithモンスター〜前恐竜時代 巨大生物の誕生』[14]（2005年）
- 『Perfect Disasters』[15]（2006年）
- 『Ocean Odyssey』[16]（2006年）
- 『Pickles – The Dog Who Won the World Cup』[17]（2006年）
- 『プレヒストリック・パーク 〜絶滅動物を救え!〜』[18]（2006年）
- 『フランケンシュタインX 新種誕生（英語版）』[19]（2007年）
- 『プライミーバル』[20][21][22][23][24]（2007年 - 2011年）
- 『Ways To Save The Planet』[25]（2009年）
- 『Blitz Street』[26]（2010年）
- 『Buzz & Tell』[27]（2010年）
- 『Fleabag Monkeyface』[28]（2011年）
- 『World War II: The Last Heroes』[29]（2011年）
- 『Sinbad』[30]（2012年）
- 『Dragon Wars: Fire & Fury』[31]（2012年）
- 『ジュラシック・ニューワールド』[32]（2012年）
- 『Human Swarm』[33]（2013年）
- 『The Great Martian War 1913–1917』[34]（2013年）
- 『WW1 – The First Modern War』[35]（2014年）

## 賞
『ウォーキングwithダイナソー 〜驚異の恐竜王国』は英国アカデミー賞テレビ部門のうち2部門で受賞し、6部門でエミー賞にノミネートされた。そのスピンオフ作品である『伝説の恐竜ビッグ・アル』、『ウォーキングwithビースト』、『タイムスリップ!恐竜時代』はそれぞれ2001年、2002年、2003年のエミー賞最優秀アニメ番組賞を受賞した。また、『プライミーバル』は2008年視覚効果協会賞にノミネートされた。